# 赵煦 (飞行力学与控制专家)
赵煦（1938年9月1日—），湖南浏阳人，中国飞行力学与控制专家，中国工程院院士，现任某试验训练基地实验站总工程师。

## 生平
1964年毕业于北京航空学院。